# Lutz Unger
Lutz Unger, född 19 juni 1951 i Wernigerode, är en före detta östtysk simmare.
Unger blev olympisk silvermedaljör på 4 x 100 meter medley vid sommarspelen 1972 i München.